# Hexatoma issikii
Hexatoma issikii är en tvåvingeart som först beskrevs av Alexander 1928.  Hexatoma issikii ingår i släktet Hexatoma och familjen småharkrankar. Inga underarter finns listade i Catalogue of Life.